# Montechoro
Montechoro é um bairro situado no Algarve (concelho de Albufeira, pertencendo à freguesia de Albufeira e Olhos de Água).
Um dos primeiros edifícios a ser construído foi o Hotel Montechoro (atual Jupiter Albufeira Hotel), Montechoro foi crescendo à volta do hotel e se expandindo ao longo dos tempos .